# Kasteel Colpach
Het Kasteel Colpach is een kasteel in Colpach-Bas, in de gemeente Ell, in het westen van het land Luxemburg. Het kasteel staat op 1 km afstand van de samenvloeiing van de Koulbich en de Attert. 

## Geschiedenis
Het kasteel van Colpach werd voor het eerst vermeld in 1303. Het was oorspronkelijk een klein middeleeuws bolwerk, omgeven door een slotgracht. Van 1628 tot 1817 was het kasteel eigendom van de familie Pforzheim, die er ook woonde. In de loop van de 18e eeuw werd de gracht gedempt en het huis verbouwd.
In de 19e eeuw behoorde het toe aan de baronnen van Marche, die hun residentie hadden in het kasteel van Guirsch. Rond 1870 legde baron Édouard de Marches een park om het kasteel aan. In het kasteelpark staan beelden van onder anderen Antoine Bourdelle, Charles Despiau, Albert Kratzenberg en Alicia Penalba. Cécile Papier, weduwe van Mayrisch, hertrouwde in 1874 met de Hongaarse schilder Mihály Munkácsy. Zij verbouwden het kasteel tot hun zomerresidentie en voegden er onder meer een veranda en toren aan toe. 
Na het overlijden van beiden, werd het kasteel in 1917 gekocht door Émile Mayrisch, directeur van het staalbedrijf ARBED, en diens vrouw Aline de Saint-Hubert. Zij lieten het huis door architect Sosthène Weis vergroten. Het echtpaar ontving er een groot aantal prominente gasten, onder wie politici, intellectuelen, kunstenaars en schrijvers als Otto Bartning, Marie Delcourt, André Gide, Walter Rathenau en Théo van Rysselberghe. Na de Tweede Wereldoorlog legateerde Aline Mayrisch het kasteel aan het Luxemburgse Rode Kruis, dat er een sanatorium in onderbracht.
In 2002 werd het landgoed, bestaande uit een kasteel met bijgebouwen, manege, tuinen, parken, weiden en bossen, aangewezen als rijksmonument.

## Afbeeldingen

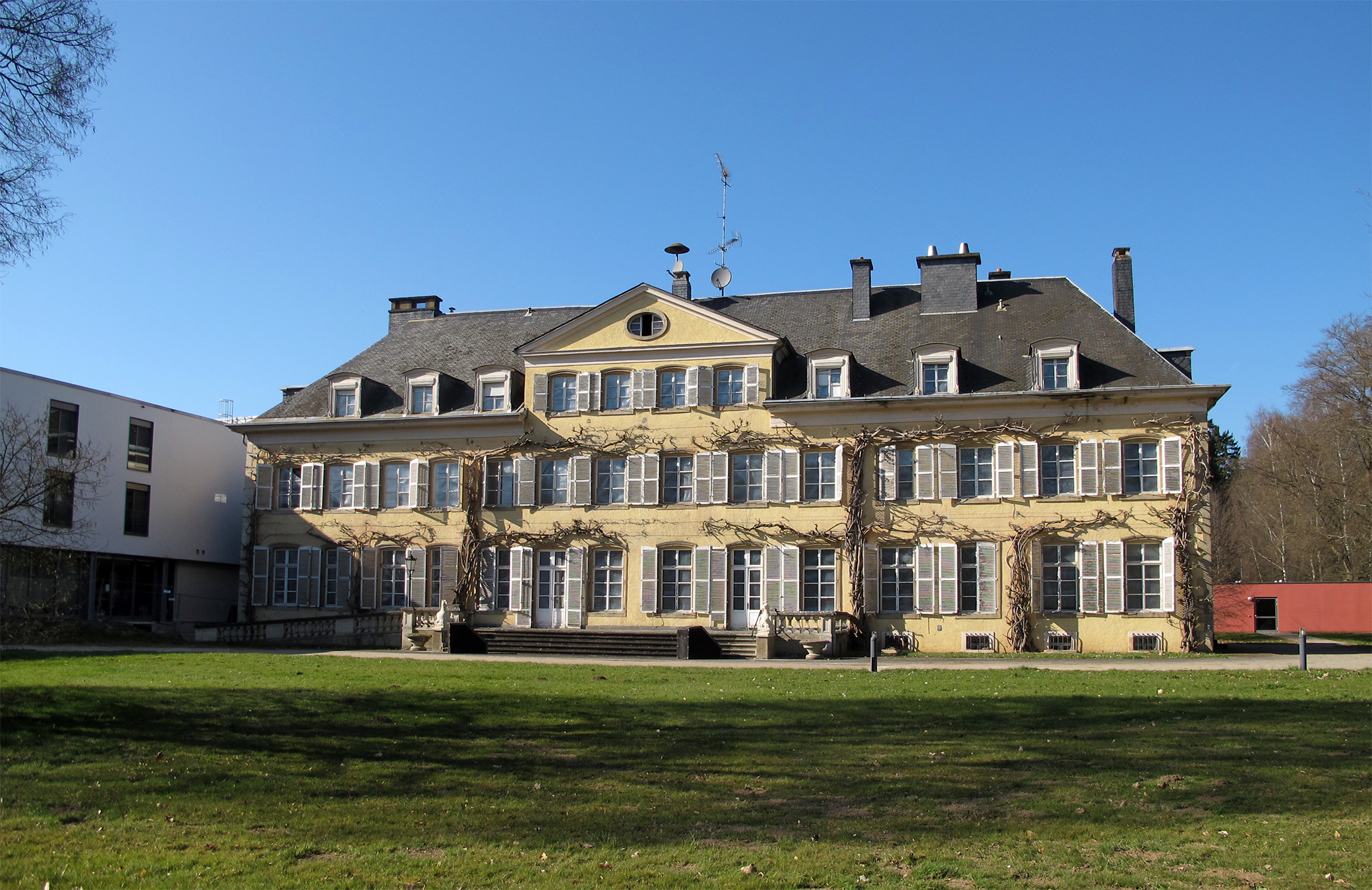
Het kasteel in 2014
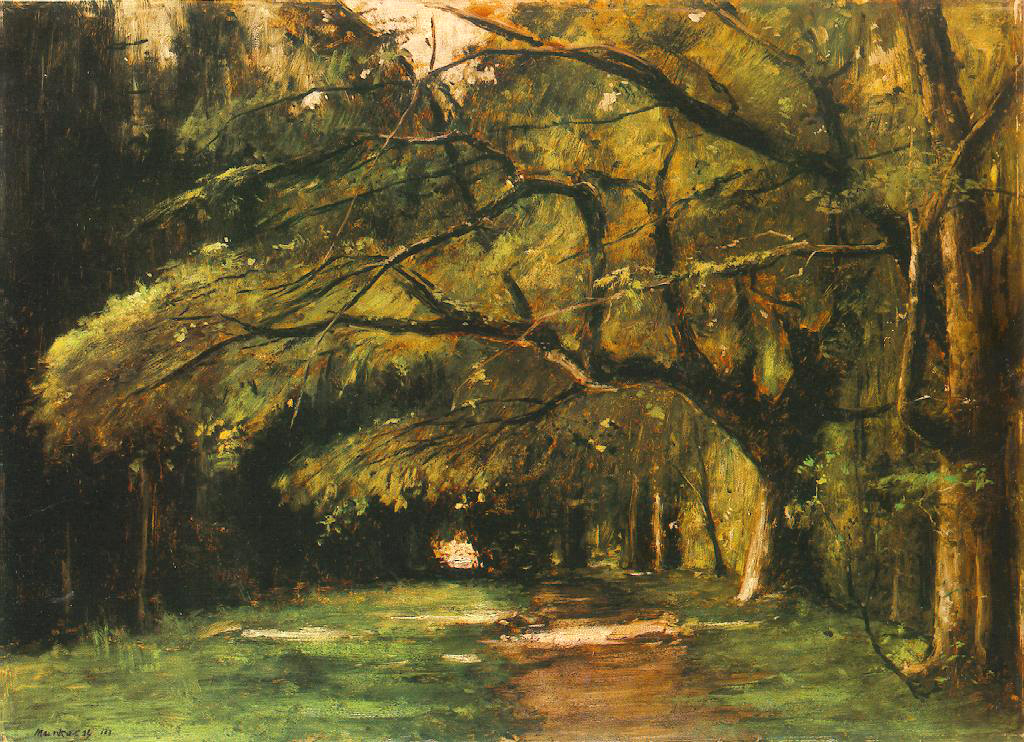
Schilderij van het park, door Mihály Munkácsy.
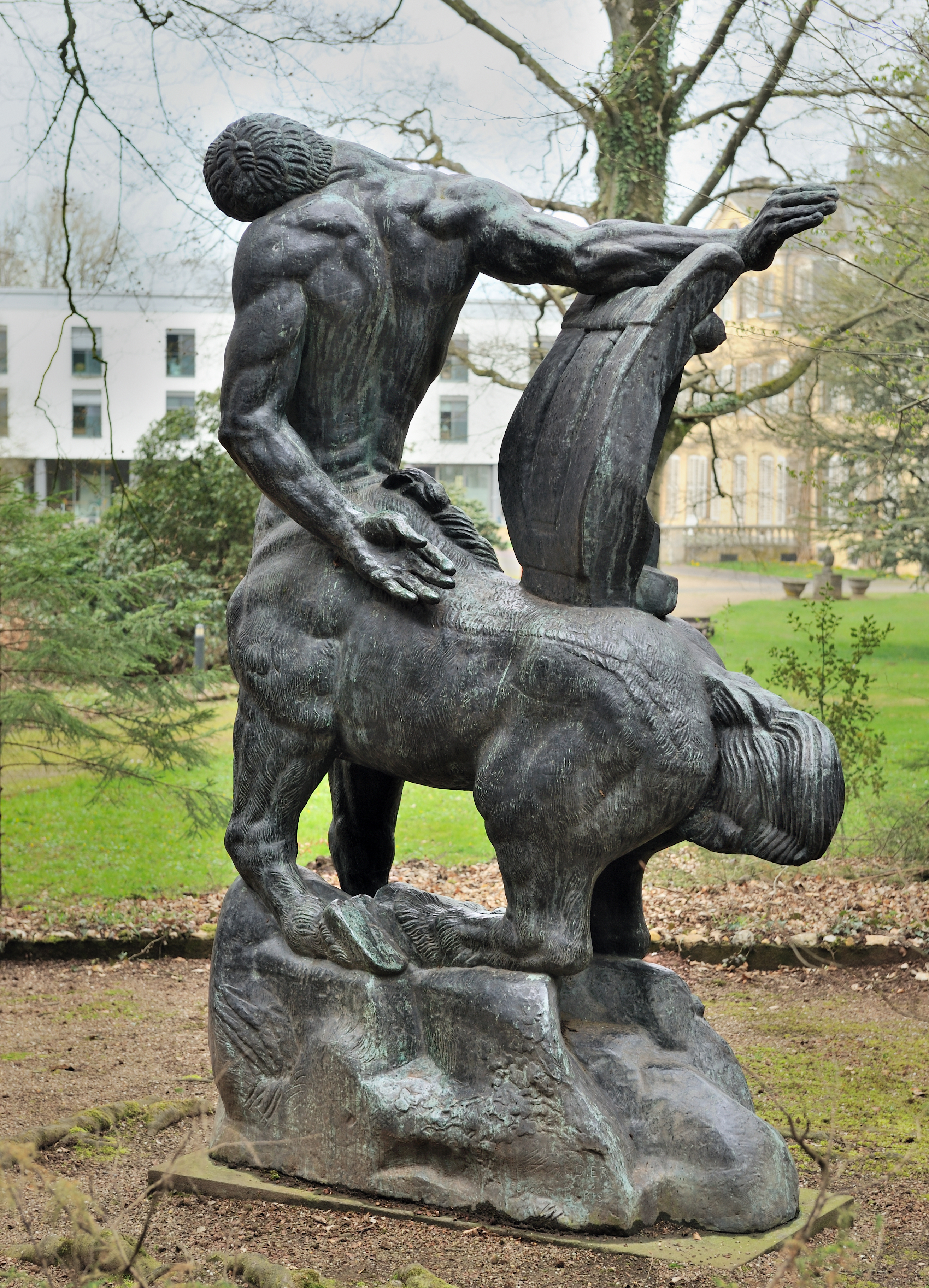
La mort du dernier centaure van Antoine Bourdelle
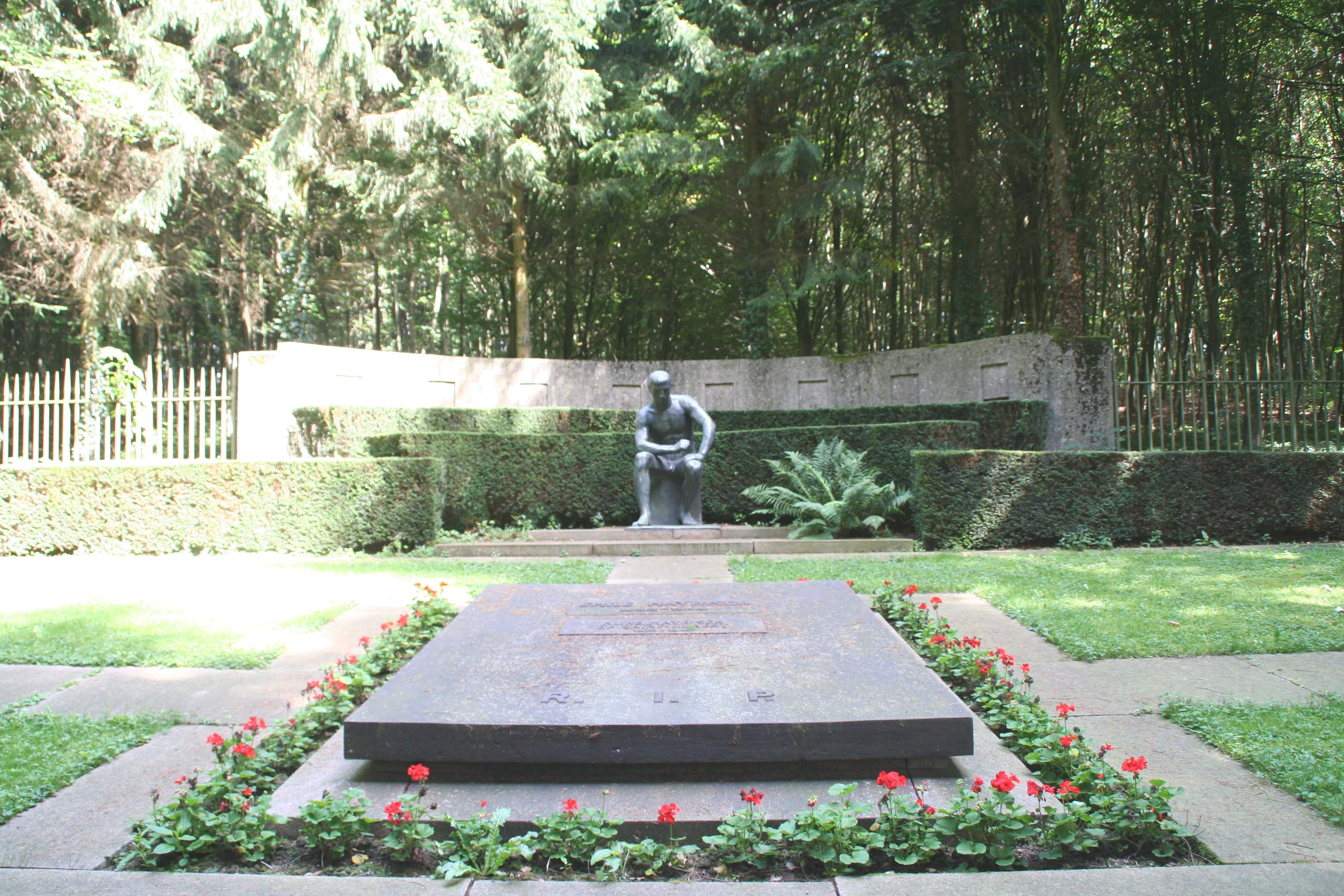
Graf van de familie Mayrisch

## Literatur
- Anne Schmitt (2001) "Le pur et l'impur. Le Château de Colpach", in: Robert Teisen (2001) Luxembourg sculptures. Steinsel: Éditions Ilôts. p. 182-189
- Robert Stumper, red. (1978) Colpach. Luxemburg: Impr. Victor Buck.